# آنری بیهار
آنری بیهار (فرانسوی: Henri Béhar‎) یک سازندهٔ زیرنویس، منتقد فیلم و روزنامه‌نگار است که بیشتر برای شرکت دائمش در جشنواره کن و ساختن زیرنویس بسیاری از فیلم‌های مشهور شناخته می‌شود. از در خانواده‌ای یهودی در قاهره متولد شد و تحصیلاتش را در پاریس گذراند. او به زبان‌های انگلیسی، فرانسوی، عربی، ایتالیایی، آلمانی، و اسپانیایی مسلط است.
اولین تجربهٔ او در زیرنویسی فیلم زلیگ اثر وودی آلن (اکران ۱۹۸۳) بود. او بیش از ۱۰۰ فیلم را به زبان‌های فرانسوی و انگلیسی زیرنویس کرده‌است که برخی از آن‌ها عبارتند از:
- زلیگ (وودی آلن،  ۱۹۸۳)
- Plenty (فرد شپیسی،  ۱۹۸۵)
- Thérèse (آلن کاوالیه،  1986)
- بول دورهام (ران شلتون،  ۱۹۸۸)
- جنایت و جنحه (وودی آلن،  ۱۹۸۹)
- ولگرد دراگ‌استورها (گاس ون سنت،  ۱۹۸۹)
- پسرا و محله (جان سینگلتون،  ۱۹۹۱)
- تهدیدی برای جامعه (برادران هیوز،  ۱۹۹۳)
- Strapped (فارست ویتاکر،  ۱۹۹۳)
- اکسوتیکا (فیلم) (آتوم اگویان،  ۱۹۹۴)
- بوفالوی آمریکایی (فیلم) (Michael Corrente, 1996)
- اتاق ماروین (جری زکس،  ۱۹۹۶)
- حواری (فیلم) (رابرت دووال،  ۱۹۹۷)
- ویل هانتینگ خوب (گاس ون سنت،  ۱۹۹۷)
- جکی براون (فیلم) (کوئنتین تارانتینو،  ۱۹۹۷)
- آخرت شیرین (آتوم اگویان،  ۱۹۹۷)
- راندرز (فیلم ۱۹۹۸) (جان دال (کارگردان), ۱۹۹۸)
- شکسپیر عاشق (جان مدن (کارگردان), ۱۹۹۸)
- در اتاق خواب (تاد فیلد،  ۲۰۰۱)
- شیکاگو (فیلم ۲۰۰۲) (راب مارشال،  ۲۰۰۲)
- ساعت‌ها (فیلم ۲۰۰۲) (استیون دالدری،  ۲۰۰۲)
- بچه‌های کوچک (فیلم) (تاد فیلد،  ۲۰۰۶)
- کلویی (فیلم) (آتوم اگویان،  ۲۰۰۹)
- به‌هرحال لارنس (زاویه دولان،  ۲۰۱۲)